# Vaahteraliiga 2013
Die Vaahteraliiga 2013 war die 34. Saison der Vaahteraliiga, der höchsten Spielklasse des American Football in Finnland. Sie begann am 19. Mai und endete am 31. August 2013 mit dem Vaahteramalja XXXIV (auch Maple Bowl XXXIV), dem Finale um die finnische Meisterschaft. Die Vaahteraliiga wurde vom finnischen American-Football-Verband SAJL organisiert. Finnischer Meister wurde der Titelverteidiger und Rekordmeister Helsinki Roosters, die zum ersten Mal seit der Saison 2002 ohne Niederlage blieben. Als bester Ligaspieler des Jahres wurde Quarterback Robert Johnson von den Helsinki Roosters ausgezeichnet.

## Teilnehmer und Modus
Die folgenden acht Vereine nahmen an der regulären Saison teil. Es gab zehn Spieltage, ehe anschließend die besten vier Teams in die Play-offs kamen. Dort trat das bestplatzierte gegen das viertplatzierte Team sowie der Zweite gegen den Dritten im Halbfinale an.
- Helsinki 69ers
- Helsinki Roosters (Meister 2013)
- Helsinki Wolverines
- Jyväskylä Jaguaarit
- Kouvola Indians
- Porvoon Butchers
- Seinäjoki Crocodiles
- Vantaan TAFT

## Regular Season

### Tabelle
| Pl. | Team                 | Sp. | S  | U | N | TD      | Diff. | Punkte | SQ    |
| --- | -------------------- | --- | -- | - | - | ------- | ----- | ------ | ----- |
| 1   | Helsinki Roosters    | 10  | 10 | 0 | 0 | 465:182 | +283  | 20:0   | 1,000 |
| 2   | Seinäjoki Crocodiles | 10  | 7  | 0 | 3 | 349:266 | 0+83  | 14:6   | 0,700 |
| 3   | Helsinki Wolverines  | 10  | 7  | 0 | 3 | 349:223 | +126  | 14:6   | 0,700 |
| 4   | Vantaan TAFT         | 10  | 6  | 0 | 4 | 329:266 | 0+63  | 12:8   | 0,600 |
| 5   | Porvoo Butchers      | 10  | 5  | 0 | 5 | 282:286 | 00−4  | 10:10  | 0,500 |
| 6   | Kouvola Indians      | 10  | 3  | 0 | 7 | 221:412 | −191  | 6:14   | 0,300 |
| 7   | Helsinki 69ers       | 10  | 1  | 0 | 9 | 150:349 | −199  | 2:18   | 0,100 |
| 8   | Jyväskylä Jaguaarit  | 10  | 1  | 0 | 9 | 210:373 | −161  | 2:18   | 0,100 |

Qualifikation für die Play-offs.

Quelle: sajl.org

### Erfolgreichste Scorer (TDs)
| Pl. | Spieler          | Team                 | Pos. | TD | Punkte | Punkte pro Spiel |
| --- | ---------------- | -------------------- | ---- | -- | ------ | ---------------- |
| 1   | Jocques Crawford | Seinäjoki Crocodiles | RB   | 29 | 176    | 17,6             |
| 2   | Andre Privott    | Vantaan TAFT         | WR   | 20 | 120    | 12,0             |
| 3   | Stephen Stokes   | Helsinki Wolverines  | RB   | 15 | 096    | 09,6             |
| 4   | Jordan Brescasin | Helsinki Wolverines  | WR   | 10 | 060    | 08,6             |
| 5   | Micky Kyei       | Porvoon Butchers     | WR   | 13 | 078    | 07,8             |

Quelle: sajl.org

## Play-offs
|  | Halbfinale | Halbfinale           | Halbfinale |  |  | Maple Bowl XXXIV | Maple Bowl XXXIV    | Maple Bowl XXXIV |
|  |            |                      |            |  |  |                  |                     |                  |
|  |            |                      |            |  |  |                  |                     |                  |
|  | 1          | Helsinki Roosters    | 63         |  |  |                  |                     |                  |
|  | 4          | Vantaan TAFT         | 28         |  |  |                  |                     |                  |
|  |            |                      |            |  |  | 1                | Helsinki Roosters   | 52               |
|  |            |                      |            |  |  | 3                | Helsinki Wolverines | 31               |
|  | 2          | Seinäjoki Crocodiles | 41         |  |  |                  |                     |                  |
|  | 3          | Helsinki Wolverines  | 49         |  |  |                  |                     |                  |
|  |            |                      |            |  |  |                  |                     |                  |

### Halbfinale
|                                       |                                    |  |                   |                           |              |  |                                              |
|                                       | Helsinki 24. August 2013 15:00 Uhr |  | Helsinki Roosters | \| \| 63 : 28 \| \| \| \| | Vantaan TAFT |  | Velodromi Zuschauer: 412 Referee: P. Hautala |
| (7:0, 35:13, 14:0, 7:15) Spielbericht | Helsinki 24. August 2013 15:00 Uhr |  | Helsinki Roosters |                           | Vantaan TAFT |  | Velodromi Zuschauer: 412 Referee: P. Hautala |
|                                       | 63 : 28                            |  |                   |                           |              |  |                                              |
|                                       |                                    |  |                   |                           |              |  |                                              |

|                                      |                                     |  |                      |                           |                     |  |                                                               |
|                                      | Seinäjoki 25. August 2013 18:00 Uhr |  | Seinäjoki Crocodiles | \| \| 41 : 49 \| \| \| \| | Helsinki Wolverines |  | Nordic Nutrients Areena Zuschauer: 813 Referee: V. Lamminsalo |
| (13:7, 13:28, 7:8, 8:6) Spielbericht | Seinäjoki 25. August 2013 18:00 Uhr |  | Seinäjoki Crocodiles |                           | Helsinki Wolverines |  | Nordic Nutrients Areena Zuschauer: 813 Referee: V. Lamminsalo |
|                                      | 41 : 49                             |  |                      |                           |                     |  |                                                               |
|                                      |                                     |  |                      |                           |                     |  |                                                               |

### Vaahteramalja XXXIV
Die Helsinki Roosters gewannen zum zweiten Mal in Folge den Maple Bowl.
|                                       |                                    |  |                   |                           |                     |  |                                                     |
|                                       | Helsinki 31. August 2013 18:00 Uhr |  | Helsinki Roosters | \| \| 52 : 31 \| \| \| \| | Helsinki Wolverines |  | Sonera Stadium Zuschauer: 2.456 Referee: P. Hautala |
| (20:7, 3:7, 15:10, 14:7) Spielbericht | Helsinki 31. August 2013 18:00 Uhr |  | Helsinki Roosters |                           | Helsinki Wolverines |  | Sonera Stadium Zuschauer: 2.456 Referee: P. Hautala |
|                                       | 52 : 31                            |  |                   |                           |                     |  |                                                     |
|                                       |                                    |  |                   |                           |                     |  |                                                     |

## Auszeichnungen

### All Stars 2013
| Position               | Athlet           | Team                 |    | Position           | Athlet               | Team                |
| ---------------------- | ---------------- | -------------------- | -- | ------------------ | -------------------- | ------------------- |
| Offense                |                  |                      |    |                    |                      |                     |
| QB                     | Robert Johnson   | Helsinki Roosters    |    | OL                 | Karri Kuuttila       | Helsinki Wolverines |
| RB                     | Jocques Crawford | Seinäjoki Crocodiles | OL | Jari Ylimäki       | Seinäjoki Crocodiles |                     |
| WR                     | Andre Privott    | Vantaa TAFT          | OL | Iiro Luoto         | Helsinki Roosters    |                     |
| WR                     | Micky Kyei       | Porvoo Butchers      | OL | Pasi Lautala       | Porvoo Butchers      |                     |
| WR                     | Rocky Ciasulli   | Helsinki Roosters    | OL | Aleksi Kaasalainen | Helsinki Roosters    |                     |
| WR                     | Jordan Brescasin | Helsinki Wolverines  |    |                    |                      |                     |
| Defense                |                  |                      |    |                    |                      |                     |
| DL                     | Emil Westrin     | Helsinki Roosters    |    | LB                 | Sebastian Karbin     | Porvoo Butchers     |
| DL                     | Viktor Sarvi     | Helsinki Wolverines  | DB | Jalon Scott        | Vantaa TAFT          |                     |
| DL                     | Okko Outinen     | Vantaa TAFT          | DB | Aleksi Wiren       | Vantaa TAFT          |                     |
| LB                     | Ilya Redin       | Helsinki Wolverines  | DB | Stephen Peyton     | Helsinki Roosters    |                     |
| LB                     | Kalle Da Silva   | Helsinki Wolverines  | DB | Tuomas Leinonen    | Seinäjoki Crocodiles |                     |
| LB                     | Niko Kuikka      | Vantaa TAFT          |    |                    |                      |                     |
| Special Teams          |                  |                      |    |                    |                      |                     |
| K / P                  | Akseli Olin      | Vantaa TAFT          |    |                    |                      |                     |
| Quelle: jenkkifutis.fi |                  |                      |    |                    |                      |                     |

### Awards
- Liga-MVP (Vuoden liigapelaaja): Robert Johnson, QB, Helsinki Roosters
- Offensiv-Spieler des Jahres (Vuoden Hyökkääjä): Jocques Crawford, RB, Seinäjoki Crocodiles
- Defensiv-Spieler des Jahres (Matti Lindholm Trophy): Okko Outinen, DL, Vantaa TAFT
- Rookie des Jahres: Jere Lahti, OL, Helsinki Roosters
- Bester Line-Spieler: Iiro Luoto, DL, Helsinki Wolverines
- Ari Tuuli Trophy (Vuoden Etenijä): Micky Kyei, WR, Porvoon Butchers